# Рохлева
Рохлева (болг. Рохлева) — село в Болгарии. Находится в Пазарджикской области, входит в общину Велинград. Население составляет 423 человека.

## Политическая ситуация
В местном кметстве Рохлева, в состав которого входит Рохлева, должность кмета (старосты) исполняет Мустафа Идриз Пашалиев (Движение за права и свободы (ДПС)) по результатам выборов правления кметства.
Кмет (мэр) общины Велинград — Иван Георгиев Лебанов (независимый) по результатам выборов в правление общины.